# Milano-Sanremo 1922
La Milano-Sanremo 1922, quindicesima edizione della corsa, fu disputata il 2 aprile 1922, per un percorso totale di 286,5 km. Fu vinta dall'italiano Giovanni Brunero, giunto al traguardo con il tempo di 10h14'31" alla media di 27,973 km/h davanti ai connazionali Costante Girardengo e Bartolomeo Aimo.
I ciclisti che partirono da Milano furono 67; coloro che tagliarono il traguardo a Sanremo furono 30 (tutti italiani). La gara, caratterizzata da una fuga da cui sul Capo Berta si avvantaggiarono Brunero e Girardengo, fu segnata nel suo epilogo da un incidente a 200 metri dal traguardo: un incauto addetto al servizio d'ordine attraversò infatti la strada proprio nel momento della volata a due tra Brunero e Girardengo, provocando l'urto tra i due ciclisti e la caduta di Girardengo.

## Ordine d'arrivo (Top 10)
| Pos. | Corridore           | Squadra          | Tempo     |
| ---- | ------------------- | ---------------- | --------- |
| 1    | Giovanni Brunero    | Legnano-Pirelli  | 10h14'31" |
| 2    | Costante Girardengo | Bianchi-Salga    | a 22"     |
| 3    | Bartolomeo Aimo     | Legnano-Pirelli  | a 39"     |
| 4    | Adriano Zanaga      | Ganna            | a 44"     |
| 5    | Alfredo Sivocci     | Legnano-Pirelli  | a 10'39"  |
| 6    | Pietro Bestetti     | Maino-Bergougnan | a 16'49"  |
| 7    | Ugo Agostoni        | Legnano-Pirelli  | a 24'33"  |
| 8    | Pietro Linari       | Legnano-Pirelli  | a 35'42"  |
| 9    | Franco Giorgetti    | Legnano-Pirelli  | s.t.      |
| 10   | Luigi Annoni        | Legnano-Pirelli  | s.t.      |